# 喜入町
喜入町（きいれちょう）は、かつて鹿児島県揖宿郡にあった町。2004年11月1日、鹿児島市に編入され自治体としては消滅した。
1969年（昭和44年）に操業開始した原油備蓄基地（現、ENEOS喜入基地）があることで知られていた。

## 地理
薩摩半島の南東部に位置していた。喜入町は南北16km、東西6.2 kmの細長い地形で、西方には烏帽子岳、荒岳、尾巡岳、吉見岳などの山が南北に連なっている。
全体的に平野部が少なく、山地や台地が多くを占めており、多くは桜島の爆発によるシラスで形成されている。

### 大字
町村制が施行され喜入町が成立した際にそれまでの藩政村の区域は大字となり、瀬々串、中名、前之浜、生見の4大字が構成された。1988年（昭和63年）に喜入及び一倉の2大字が中名と前之浜より分割され成立し、2004年（平成16年）の鹿児島市編入時には、瀬々串、中名、喜入、一倉、前之浜、生見の6大字から構成されていた。
それらは現在の鹿児島市喜入町・喜入瀬々串町・喜入中名町・喜入一倉町・喜入前之浜町・喜入生見町にあたる。

## 歴史
- 1889年（明治22年）4月1日 - 町村制施行により給黎郡中名村、瀬々串村、前之浜村、生見村の区域より給黎郡喜入村が成立。
- 1897年（明治30年）4月1日 - 給黎郡喜入村が揖宿郡に編入され、揖宿郡喜入村となる[7]。
- 1956年（昭和31年）10月15日 - 喜入村が町制施行し、喜入町となる。
- 2004年（平成16年）11月1日 - 桜島町、吉田町、松元町、郡山町と共に鹿児島市に編入される。

## 姉妹都市
- 与那城町（沖縄県、現在のうるま市）

## 行政
- 町長：日高保（1995年4月 - 2004年10月31日）

### 歴代村長・町長
歴代の喜入村長、喜入町長を記載する。表記は『喜入町郷土誌』306頁に基づく。
| 代                 | 氏名         | 就任期間                     |
| ------------------ | ------------ | ---------------------------- |
| 初代村長           | 松崎十兵衛   | 1889年5月 - 1894年5月9日死去 |
| 二代村長           | 安楽兼則     | 1894年6月 - 1900年7月        |
| 三代村長           | 岡元真一     | 1900年7月 - 1905年4月        |
| 四代村長           | 安楽兼則     | 1905年7月 - 1906年4月        |
| 五代村長           | 志々目十次郎 | 1906年4月 - 1913年1月        |
| 六代村長           | 二見八竹     | 1913年2月 - 1925年10月       |
| 七代村長           | 前田慶吉     | 1925年11月 - 1943年10月      |
| 八代村長           | 園田吉次郎   | 1943年10月 - 1946年10月      |
| 九代村長           | 山下芳徳     | 1947年4月 - 1953年3月        |
| 十代村長・初代町長 | 白浜重任     | 1953年5月 - 1965年5月        |
| 二代町長           | 川原新次郎   | 1965年5月 - 1975年3月        |
| 三代町長           | 釜付健二郎   | 1975年4月 - 1995年4月        |
| 四代町長           | 日高保       | 1995年4月 - 2004年10月31日   |

### 消防
- 喜入町消防本部 - 新日本石油基地が1969年（昭和44年）に操業開始したのに伴い、1976年（昭和51年）10月1日に設置された[10]。

## 人口
以下の人口遷移表は『喜入町郷土誌』19頁の記述に基づく。
凡例
|  | 人口（人） |  | 世帯数（戸） |

| 1920年 | 12,020 |  |
| 1920年 | 2,827  |  |
| 1930年 | 12,935 |  |
| 1930年 | 2,856  |  |
| 1940年 | 12,847 |  |
| 1940年 | 2,684  |  |
| 1950年 | 17,541 |  |
| 1950年 | 3,648  |  |
| 1960年 | 14,562 |  |
| 1960年 | 3,678  |  |
| 1970年 | 11,764 |  |
| 1970年 | 3,881  |  |
| 1980年 | 12,574 |  |
| 1980年 | 4,326  |  |
| 1990年 | 12,518 |  |
| 1990年 | 4,400  |  |
| 2000年 | 12,802 |  |
| 2000年 | 4,828  |  |

## 学校

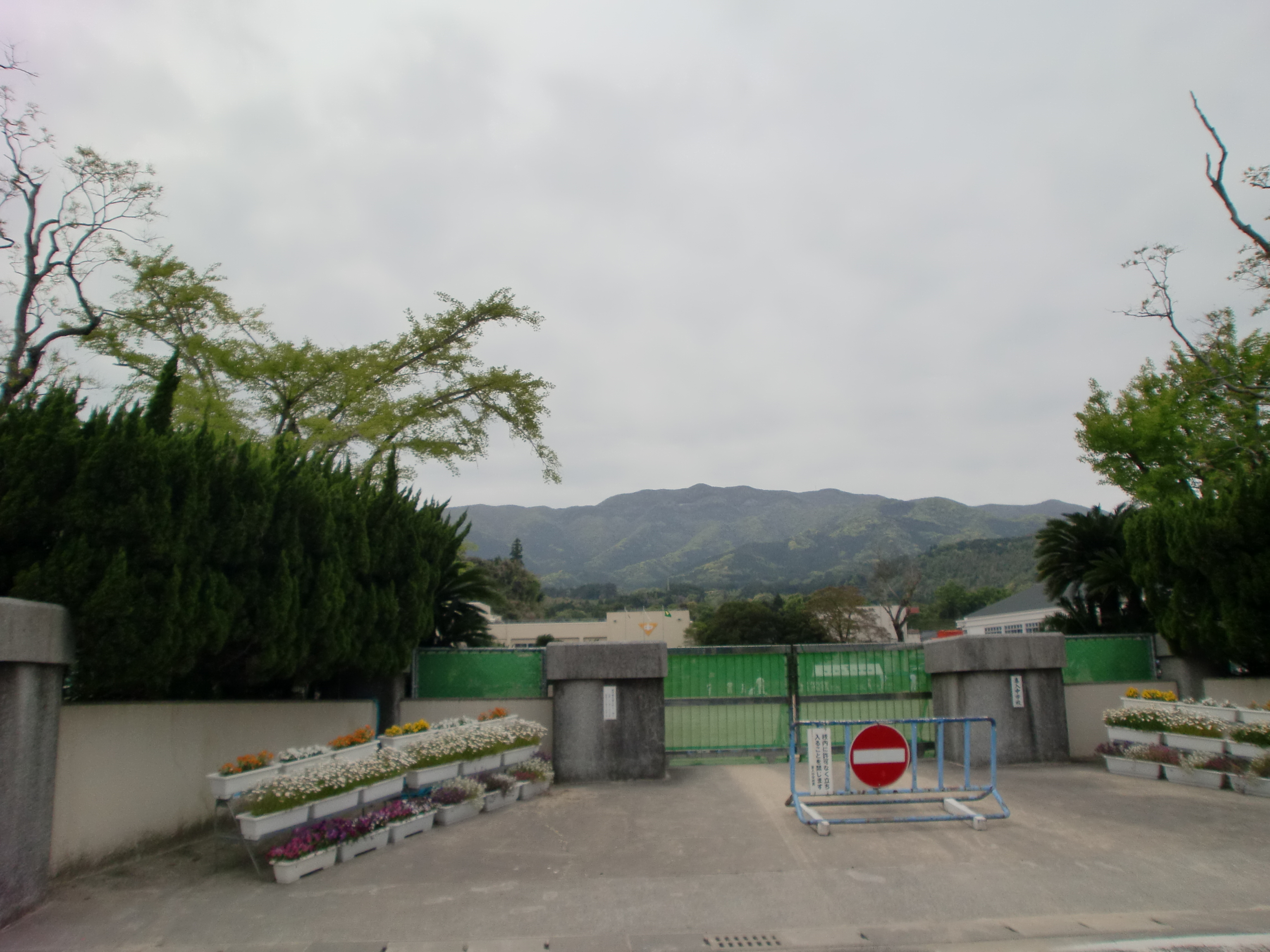
喜入中学校

### 中学校
- 喜入町立喜入中学校

### 小学校
太字の学校は標準服の着用が義務付けられている。
- 喜入町立中名小学校
- 喜入町立喜入小学校
- 喜入町立瀬々串小学校
- 喜入町立一倉小学校
- 喜入町立前之浜小学校
- 喜入町立生見小学校

## 交通

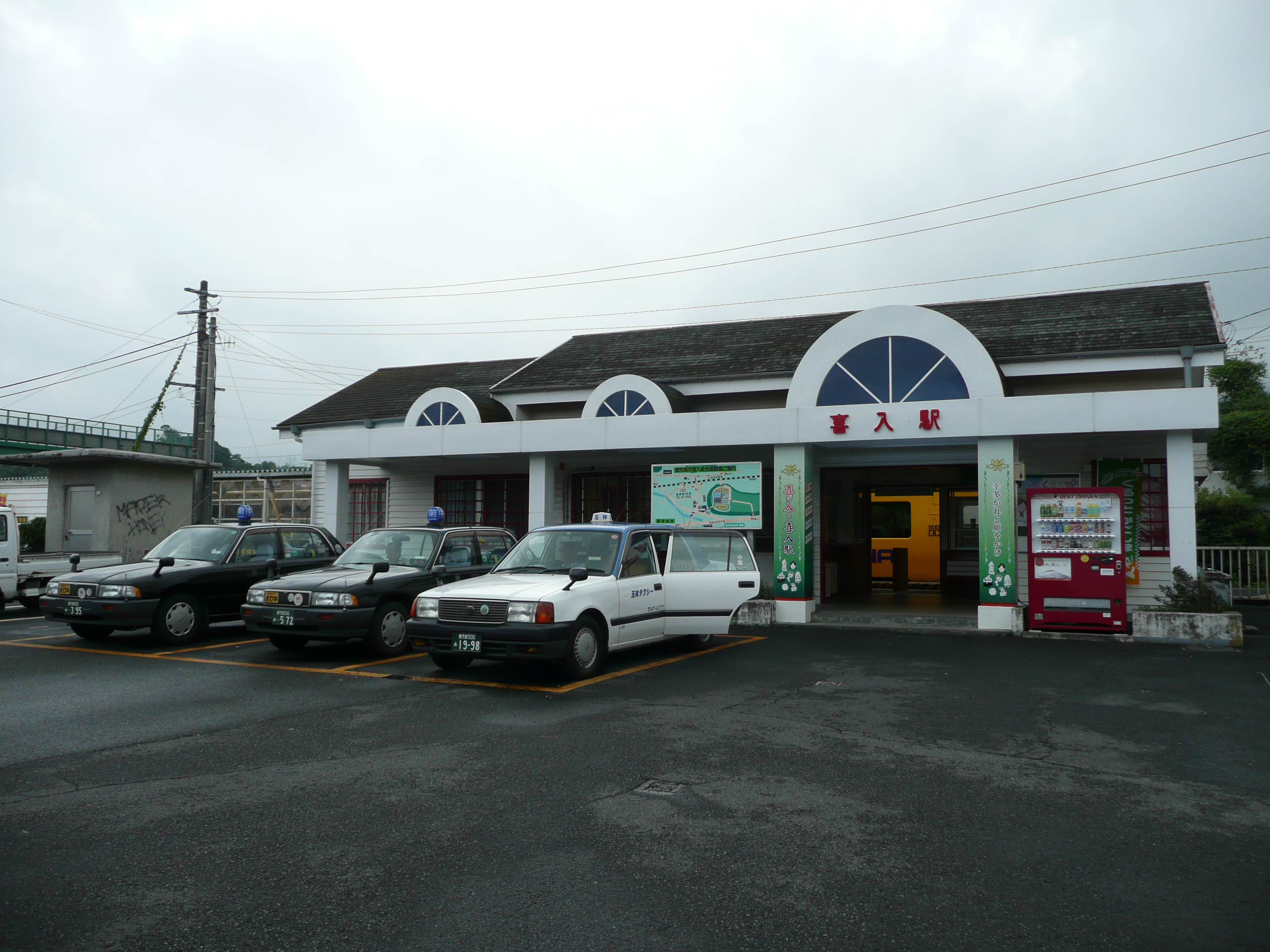
喜入駅

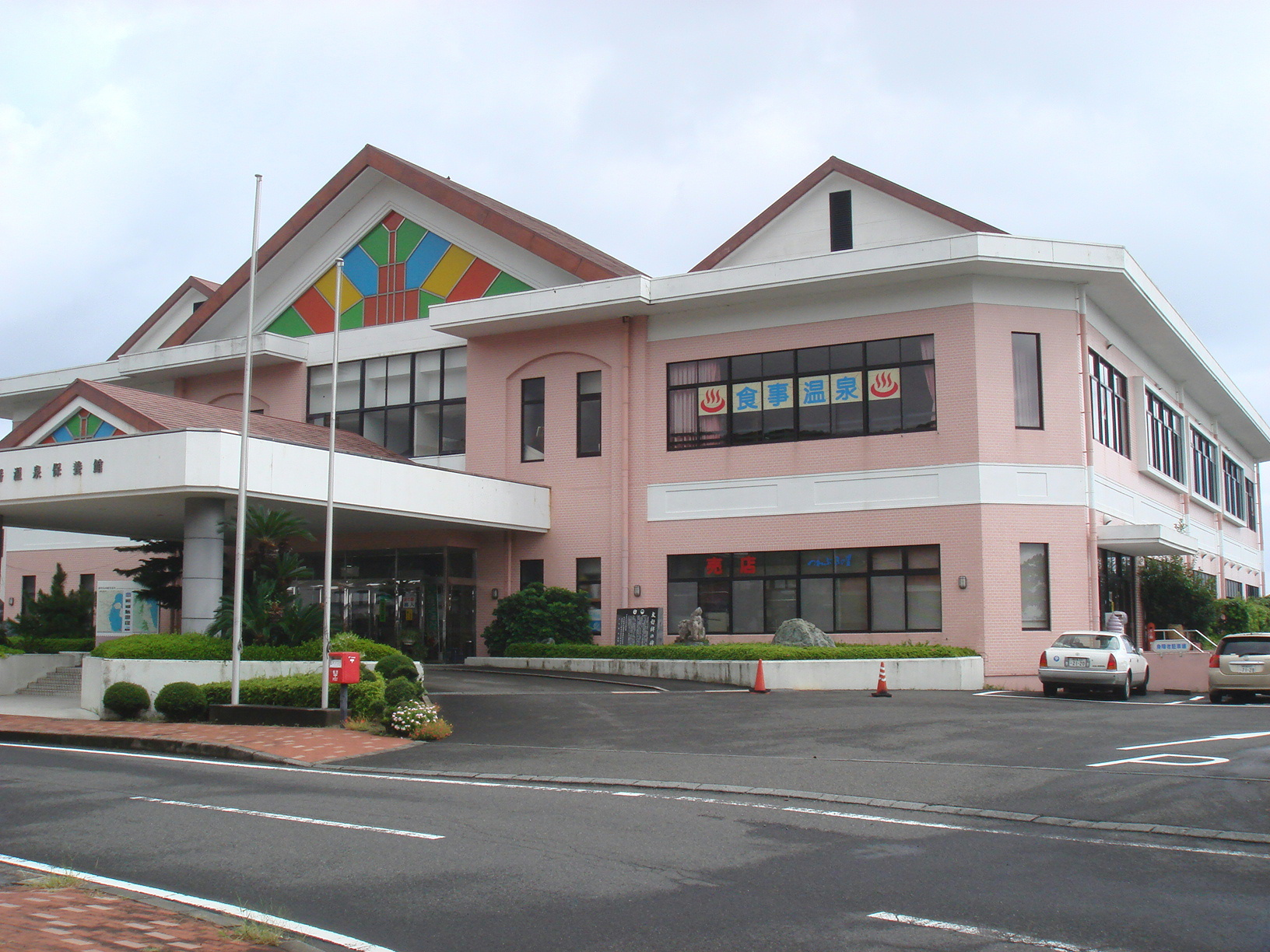
道の駅喜入

### 鉄道
九州旅客鉄道指宿枕崎線
瀬々串駅 - 中名駅 - 喜入駅 - 前之浜駅 - 生見駅

### 道路

#### 国道
- 国道226号

#### 県道
- 鹿児島県道17号指宿鹿児島インター線（指宿スカイライン）
- 鹿児島県道23号谷山知覧線
- 鹿児島県道232号知覧喜入線
- 鹿児島県道233号喜入停車場線
- 鹿児島県道234号石垣喜入線
- 鹿児島県道245号飯山喜入線

#### 道の駅
- 道の駅喜入

## 名所・旧跡

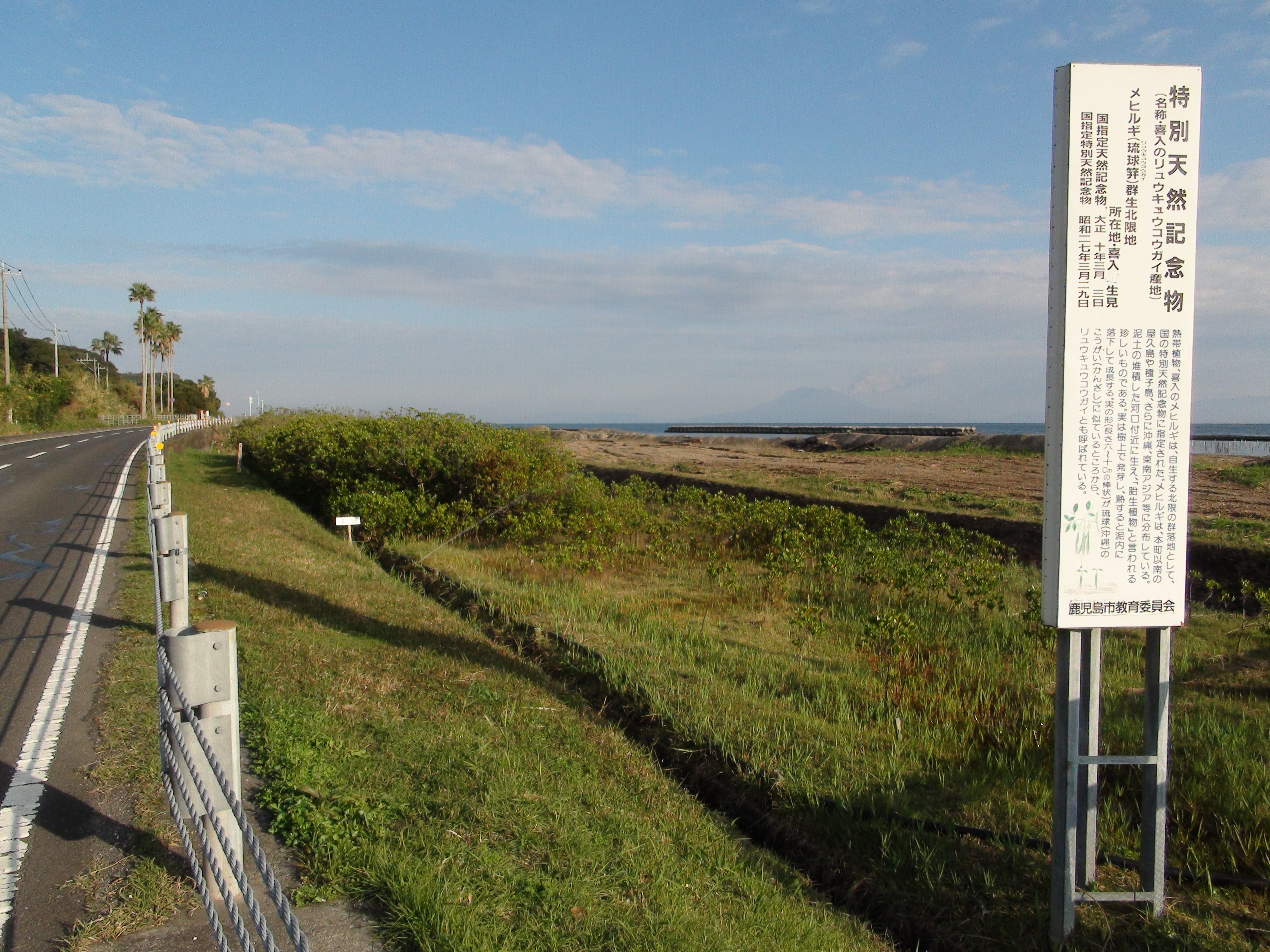
喜入のリュウキュウコウガイ産地

- 喜入のリュウキュウコウガイ産地はメヒルギのマングローブ林として、日本での北限に近い位置にある。
- 千貫平自然公園

## 喜入町出身の著名人
- 佐藤友熊 - 検察官、警察官僚（関東都督府警視総長、札幌区長）[12]
- 川原新次郎 - 政治家（参議院議員、喜入町長、鹿児島県議会議員）[13]
- 濱島敦俊 - 歴史学者（大阪大学名誉教授）[14]
- 島津伸男 - 作曲家[15]
- 肝付兼太 - 声優
- はた真弥 - 元MBCタレント
- 増永祐一 - 日本の元野球選手（1993年引退）